# Breguet Taon
Breguet 1001 Taon là một mẫu thử máy bay tiêm kích của Pháp trong thập niên 1950. Do hãng Breguet chế tạo.

## Biến thể
Br 1001
Br 1002
Br 1004

## Tính năng kỹ chiến thuật (Br 1001Taon)
Đặc tính tổng quan
- Kíp lái: 1
- Chiều dài: 11,68 m (38 ft 4 in)
- Sải cánh: 6,8 m (22 ft 4 in)
- Chiều cao: 3,7 m (12 ft 2 in)
- Diện tích cánh: 14,7 m2 (158 foot vuông)
- Trọng lượng có tải: 5.000 kg (11.023 lb)
- Động cơ: 1 × Bristol Siddeley Orpheus B.Or.3 , 21,6 kN (4.850 lbf) thrust

Hiệu suất bay
- Vận tốc cực đại: 1.194 km/h (742 mph; 645 kn)

Vũ khí trang bị

- Súng: 4 súng máy Colt-Browing 12,7 mm (0.5 in)